# Zodarion attikaense
Zodarion attikaense là một loài nhện trong họ Zodariidae.
Loài này thuộc chi Zodarion. Zodarion attikaense được Jörg Wunderlich miêu tả năm 1980.